# Kampsville
Kampsville ist ein Village im Calhoun County im Westen des US-amerikanischen Bundesstaates Illinois am Illinois River. Das U.S. Census Bureau hat bei der Volkszählung 2020 eine Einwohnerzahl von 310 ermittelt.

## Geografie und Verkehr
Kampsville liegt auf 39°17'54" nördlicher Breite und 90°36'44" westlicher Länge. Die Stadt erstreckt sich über 3,2 km², die sich auf 2,6 km² Land- und 0,6 km² Wasserfläche verteilen.
In Kampsville trifft die entlang des Illinois River verlaufende Illinois Route 100 auf die Mississippi (13,3 km) kommende Illinois State Route 96 und die Illinois State Route 108.
In Kampsville gibt es eine Fähre über den Illinois River, der hier die Grenze zum Greene County bildet. Sie verbindet die durch den Fluss getrennten Abschnitte der Illinois State Route 108 miteinander. Die Benutzung der Fähre, die 24 Stunden am Tag und sieben Tage in der Woche verkehrt, ist kostenlos. Die Fähre ist eine von zwei permanenten Fährverbindungen, die noch vom „Illinois Department of Transportation“ (Verkehrsministerium von Illinois) betrieben werden.

## Archäologie
In Kampsville ist das „Center for American Archeology“ (Zentrum für Amerikanische Archäologie) beheimatet, eine archäologische Lehr- und Forschungsorganisation. Die Organisation verfügt über Fundstücke aus über 7000 Jahren menschlicher Frühgeschichte.

## Demografische Daten
Bei der Volkszählung im Jahre 2000 wurde eine Einwohnerzahl von 302 ermittelt. Diese verteilten sich auf 133 Haushalte in 82 Familien. Die Bevölkerungsdichte lag bei 114,3 Einwohnern/km². Es gab 156 Wohngebäude, was einer Bebauungsdichte von 60,0 Gebäuden/km² entspricht.
Die Bevölkerung bestand im Jahre 2000 aus 95,7 % Weißen, 0,3 % Indianern, 1,0 % Asiaten und 2,0 % anderen. 1,0 % gaben an, von mindestens zwei dieser Gruppen abzustammen. 0,7 % der Bevölkerung bestand aus Hispanics, die verschiedenen der genannten Gruppen angehörten.
24,2 % waren unter 18 Jahren, 7,9 % zwischen 18 und 24, 25,5 % von 25 bis 44, 19,9 % von 45 bis 64 und 22,5 % 65 und älter. Das durchschnittliche Alter lag bei 40 Jahren. Auf 100 Frauen kamen statistisch 93,6 Männer, bei den über 18-Jährigen 89,3.
Das durchschnittliche Einkommen pro Haushalt betrug $26.875, das durchschnittliche Familieneinkommen $28.750. Das Einkommen der Männer lag durchschnittlich bei $34.250, das der Frauen bei $17.500. Das Pro-Kopf-Einkommen belief sich auf $13.158. Rund 22,6 % der Familien und 24,5 % der Gesamtbevölkerung lagen mit ihrem Einkommen unter der Armutsgrenze.